# Stimula (bướm)
Stimula là một chi bướm ngày thuộc họ Bướm nâu.